# Wąwóz Avon

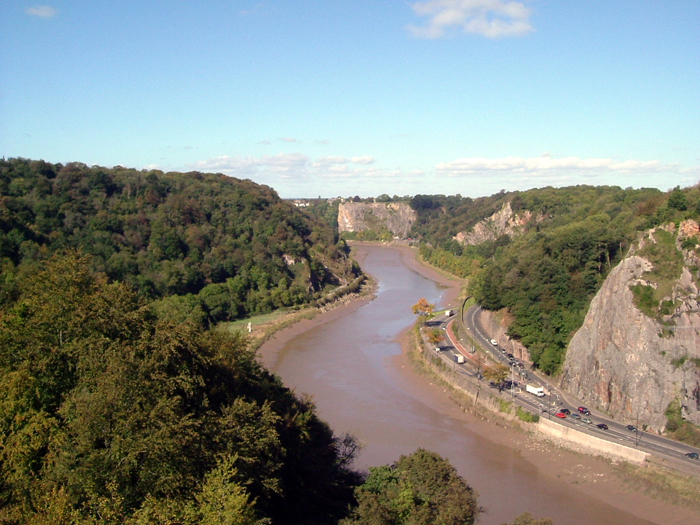
Widok ogólny na wąwóz

Wąwóz Avon – wąwóz nad rzeką Avon w Anglii, w granicach administracyjnych Bristolu. Długość wąwozu wynosi 2,5 km, ok. 3 km od ujścia rzeki w Avonmouth. Stanowi granicę administracyjną między miastem Bristol a samodzielną jednostką administracyjną North Somerset. Na zachód od wąwozu znajduje się wieś Leigh Woods, na wschodzie park The Downs. Wąwóz przecina most Clifton Suspension Bridge. W średniowieczu pełnił dla miasta funkcje obronne.